# Günter Mühlenbock
Günter Mühlenbock (* 26. Januar 1937 in Bonn) ist ein ehemaliger deutscher Fußballspieler aus Köln/Bonn. Der Außenläufer im damaligen
WM-System hat für die Vereine 1. FC Köln und SC Viktoria Köln von 1957 bis 1962 insgesamt 120 Spiele (1 Tor) in der Fußball-Oberliga West absolviert. Für die „Geißbock-Elf“ des FC lief er in 15 Endrundenspielen um die deutsche Fußballmeisterschaft auf.

## Karriere

### Vereine
Im Bonner Stadtteil Kessenich verbrachte Mühlenbock seine Jugend und hatte da auch in der Jugend beim BBC Kessenich die ersten Gehversuche im Vereinsfußball unternommen. Mit neun Jahren, 1946, wechselte er in die Jugend des Traditionsvereines Bonner FV. Hier wurde er mehrfach in die Stadt- und Mittelrheinauswahl berufen. Rudolf Eder, der wie Mühlenbock beim Bonner FV gespielt hatte und 1954 zum FC gewechselt war, stellte den Kontakt zum 1. FC Köln her und nach Gesprächen mit Obmann Heinz Neubauer und Präsident Franz Kremer unterschrieb er zur Runde 1957/58 beim FC einen Vertragsspielervertrag für die Oberliga West. 
Mühlenbock spielte 19-jährig für den Bonner FV in der seinerzeit viertklassigen Landesliga Mittelrhein erstmals im Seniorenbereich, bevor er zur Saison 1957/58 vom 1. FC Köln verpflichtet wurde. Für den Verein bestritt er in einer der seinerzeit höchsten Spielklassen im deutschen Fußball, der Oberliga West, 77 Punktspiele, in denen er ein Tor erzielte. Er debütierte am 10. August 1957 (1. Spieltag) beim 4:2-Sieg im Auswärtsspiel gegen Fortuna Düsseldorf. Als Zweitplatzierter am Saisonende nahm er mit seiner Mannschaft an der Endrunde um die Deutsche Meisterschaft teil und wurde im ersten Qualifikationsspiel und in den drei Spielen der Gruppe 1 eingesetzt. In der Folgesaison konnte er die Anzahl seiner Punktspiele auf 28 steigern und erzielte am 1. März 1959 (24. Spieltag) beim 3:1-Sieg im Auswärtsspiel gegen den SV Sodingen mit dem Treffer zum 2:1 in der 73. Minute sein erstes Tor, dass am Ende auch sein einziges bleiben sollte. Erneut Zweitplatzierter in der Oberliga West, wurde er in der Endrunde um die Deutsche Meisterschaft in allen Spielen der Gruppe 1 eingesetzt – doch der Einzug ins Finale wurde erneut verpasst. Seine letzte Saison für die Kölner, für die er 26 Punktspiele 1959/60 bestritt, war von der regionalen Meisterschaft gekrönt und die Gruppe 2 in der Endrunde um die Deutsche Meisterschaft wurde als Erster abgeschlossen. Im Weg zum Endspiel war er gegen SV Werder Bremen (2:1), FK Pirmasens (4:0/1:1) und Tasmania 1900 Berlin (2:1/3:0) in der Läuferreihe des FC im Einsatz gewesen; lediglich im letzten und unbedeutenden Gruppenspiel gegen Werder Bremen, bei einer überraschenden 2:5-Heimniederlage am 18. Juni, pausierte er. Beim Finale am 25. Juni 1960 im Frankfurter Waldstadion gegen den Hamburger SV, welches vor 71.000 Zuschauern mit 3:2 für die Norddeutschen durch den Siegtreffer von Uwe Seeler in der 86. Minute erzielt endete, war Mühlenbock aber nicht berücksichtigt worden. Er wie auch Linksaußen Coskun Tas, wurden von Trainer Oswald Pfau nicht berücksichtigt. Georg Stollenwerk und Hans Schäfer kamen ausgerechnet im wichtigen Endspiel erstmals nach ihren Verletzungspausen wieder zum Einsatz. In der FC-Chronik ist dazu vermerkt: „Pfau konnte es sich intern nicht erlauben, seine Stars Stollenwerk und Schäfer ausgerechnet im Endspiel nicht zu berücksichtigen, dies hätte Franz Kremer nicht geduldet.“
Ferner wirkte er in sechs Spielen des Wettbewerbs um den Westdeutschen Pokal mit, in dem der 1. FC Köln 1958 mit 1:4 gegen Fortuna Düsseldorf und 1960 mit 1:3 gegen Borussia Mönchengladbach unterlegen war. Auf internationaler Vereinsebene kam er 1958 bei Birmingham City im Wettbewerb um den Messestädte-Pokal zum Einsatz.
Von 1960 bis 1962 war er für den Stadt- und Ligarivalen SC Viktoria Köln aktiv, für den er 43 Punktspiele bestritt. Unter Trainer Hennes Weisweiler trat er zwei Jahre für das Aushängeschild der rechtsrheinischen Kölner Gebiete an, das wesentlich von „4711“-Chef Ferdinand Mülhens finanziell versorgt wurde. Der Fusionsverein aus SC Rapid Köln und Preußen Dellbrück konnte zwar nicht die Dominanz der „Geißbock-Elf“ brechen, spielte aber trotzdem eine ordentliche Rolle in der damals erstklassigen Fußball-Oberliga West. Mit den Schwarz-Weiß-Roten aus dem Viktoria-Sportpark Höhenberg belegte er 1961 uns 1962 jeweils den 10. Rang. Beim ersten Derby gegen den FC, am 25. September 1960, konnte er mit seinem Außenläuferkollegen Gero Bisanz vor 28.000 Zuschauern aber auch nicht die 0:3-Heimniederlage verhindern. Die erste Saison bei SC Viktoria 04 beendete er am 13. Mai 1961 mit einem 2:1-Auswärtserfolg gegen TSV Marl-Hüls, als er als Mittelläufer mit den zwei Seitenläufern Bisanz und Friedrich „Friedel“ Giegeling die Zentrale des Spieles seiner Mannschaft bildete.
Als Viktoria-Spieler ragten in der Runde 1960/61 seine Einsätze in der Stadtauswahl Köln im Wettbewerb um den Messestädte-Pokal heraus. Imponierend war dabei insbesondere der 2:0-Auswärtserfolg am 8. Februar 1961 beim Rückspiel gegen AS Rom, als er als linker Außenläufer vor dem FC-Verteidigerpaar Georg Stollenwerk und Karl-Heinz Schnellinger agierte.
In seinem letzten Oberligaeinsatz, am 17. Februar 1962, bei einer 1:2-Auswärtsniederlage bei Rot-Weiß Oberhausen, erlitt er einen dreifach gebrochenen Mittelfußknochen und wurde zunächst zum Sportinvaliden erklärt. Knapp zwei Jahre später war Mühlenbock jedoch wieder spielfähig und ließ sich von seinem Heimatverein Bonner FV „überreden“, wieder aktiv zu werden.
Nach Bonn zurückgekehrt, bestritt er 1964/65 Punktspiele in der seinerzeit drittklassigen Verbandsliga Mittelrhein für den Bonner FV, der am Saisonende jedoch absteigen musste. Die Folgesaison wirkte er noch in der Landesliga Mittelrhein, allerdings für den Bonner SC, der aus der Fusion des Bonner FV und des TuRa Bonn 1965 hervorgegangen war. Mit dem zweiten Platz am Saisonende war er mit dem Verein in der mit Gründung der Bundesliga neu geschaffenen und nunmehr zweitklassigen Regionalliga West vertreten. Nach der Saison – sein Verein konnte die Spielklasse nicht halten – beendete er seine Spielerkarriere.

### Nationalmannschaft
Mühlenbock bestritt im Jahr 1957 und 1958 jeweils ein Länderspiel für die seinerzeit bestehende U23-Nationalmannschaft. Er wirkte am 21. Dezember in Braunschweig beim 3:3 unentschieden gegen die Auswahl Ungarns, wie auch am 23. September in Kiel beim torlosen Remis gegen die Auswahl Dänemarks – in diesem für Albert Brülls eingewechselt – mit. Beim 3:3 in Braunschweig gegen Ungarn bildete er zusammen mit Hermann Nuber und Otto Laszig die Läuferreihe der DFB-Junioren.

### Nach der Karriere
Von 1972 bis 2002 war der Vater einer Tochter und eines Sohnes als selbstständiger Architekt in Bad Münstereifel tätig. Heute lebt der frühere Volksschüler und gelernte Maschinenschlosser als Privatier in Wien, der Heimatstadt seiner Lebensgefährtin.

## Erfolge
- Finalist Deutsche Meisterschaft 1960